# Ich will
«Ich will» (с нем. — «Я хочу») — одиннадцатый сингл группы Rammstein.
Немецкая версия сингла содержит живую кавер-версию песни Ramones «Pet Sematary», которую спел Флаке.

## Видеоклип
В этом видеоклипе члены группы совершают ограбление банка. Съёмки видео проходили 8 и 9 августа[уточнить] около здания Тайного Совета ГДР (Bundeskanzleramt) в центре Берлина.
Показывают заключённых, которым выдают некую награду (похожую на Золотую камеру). Следующая сцена: Группа Rammstein в полном составе входит в банк, на лицах маски, в руках оружие. Берут заложников. Ведут себя довольно странно — не берут деньги, а подбрасывают их над головами, сами включают сигнализацию. Потом Тилль даёт интервью, становится ясно, что все журналисты убиты. В это время Флаке с бомбой на руках садится на стол. По очереди все террористы выходят на улицу, где их восторженно встречает толпа журналистов, а полицейский спецназ (нем. Spezialeinsatzkommando) немедленно скручивает. Последним показывают Флаке, который так и остался сидеть на столе. Раздаётся взрыв, и в завершении сменяются кадры из прошлых клипов («Sonne», «Seemann», «Du hast», «Du riechst so gut», «Du riechst so gut ’98», «Stripped»).
По замыслу режиссёра, участники группы имеют различные увечья, как у изгоев общества: у Рихарда Круспе пластиковая рука, у Кристофа Шнайдера стеклянный глаз, у Пауля Ландерса обожжено лицо, Тилль Линдеманн хромает.

## Живое исполнение
Впервые песня была исполнена 1 мая 2001 года. С тех пор исполняется на всех концертах. Также завершала многие фестивальные концерты во время Reise, Reise и Liebe ist für alle da туров. Исполнялась на всех концертах тура Made in Germany, на фестивалях 2016—2017 года и в Stadium Tour

## Список композиций
Немецкое издание (Зелёная обложка)
| №  | Название                                                                     | Длительность |
| -- | ---------------------------------------------------------------------------- | ------------ |
| 1. | «Ich will [Album Version]» (Я хочу)                                          | 3:37         |
| 2. | «Ich will (Live)» (Я хочу)                                                   | 4:17         |
| 3. | «Ich will (WestBam Mix)» (Я хочу)                                            | 6:19         |
| 4. | «Ich will (Paul van Dyk Mix)» (Я хочу)                                       | 6:13         |
| 5. | «Pet Sematary (Performed live with Clawfinger)» (Кладбище домашних животных) | 6:31         |
| 6. | «Ich will (Video)» (Я хочу)                                                  | 4:05         |

UK CDS Part 1 (Красная обложка)
| №  | Название                                                 | Длительность |
| -- | -------------------------------------------------------- | ------------ |
| 1. | «Ich will (Radio Edit)» (Я хочу)                         | 3:34         |
| 2. | «Links 2-3-4 (Clawfinger Geradeaus Remix)» (Левой 2-3-4) | 4:28         |
| 3. | «Du hast (Remix by Jacob Hellner)» (У тебя есть)         | 6:44         |
| 4. | «Ich will (Video)» (Я хочу)                              | 4:05         |

UK CDS Part 2 (Зелёная обложка)
| №  | Название                                                      | Длительность |
| -- | ------------------------------------------------------------- | ------------ |
| 1. | «Ich will (Radio Edit)» (Я хочу)                              | 3:34         |
| 2. | «Halleluja» (Аллилуйя)                                        | 3:45         |
| 3. | «Stripped (Heavy Mental Mix by Charlie Clouser)» (Обнажённая) | 5:18         |

UK CDS Part 3 (DVD) (Оранжевая обложка)
- «Ich will» (Radio Edit)
- «Ich will» (Live Video Version)
- 4 видеоклипа по 30 секунд
  - «Bück dich»
  - «Rammstein»
  - «Wollt ihr das Bett in Flammen sehen?»
  - «Asche zu Asche»
- Фотогалерея (10 снимков)
- 2 аудиотрека
  - «Feuerräder» (Live Demo Version 1994)
  - «Rammstein» (Live)

## Над синглом работали
- Тилль Линдеманн — вокал
- Рихард Круспе — соло-гитара, бэк-вокал
- Пауль Ландерс — ритм-гитара, бэк-вокал
- Оливер Ридель — бас-гитара
- Кристоф Шнайдер — ударные
- Кристиан Лоренц — клавишные